# Heggedal station

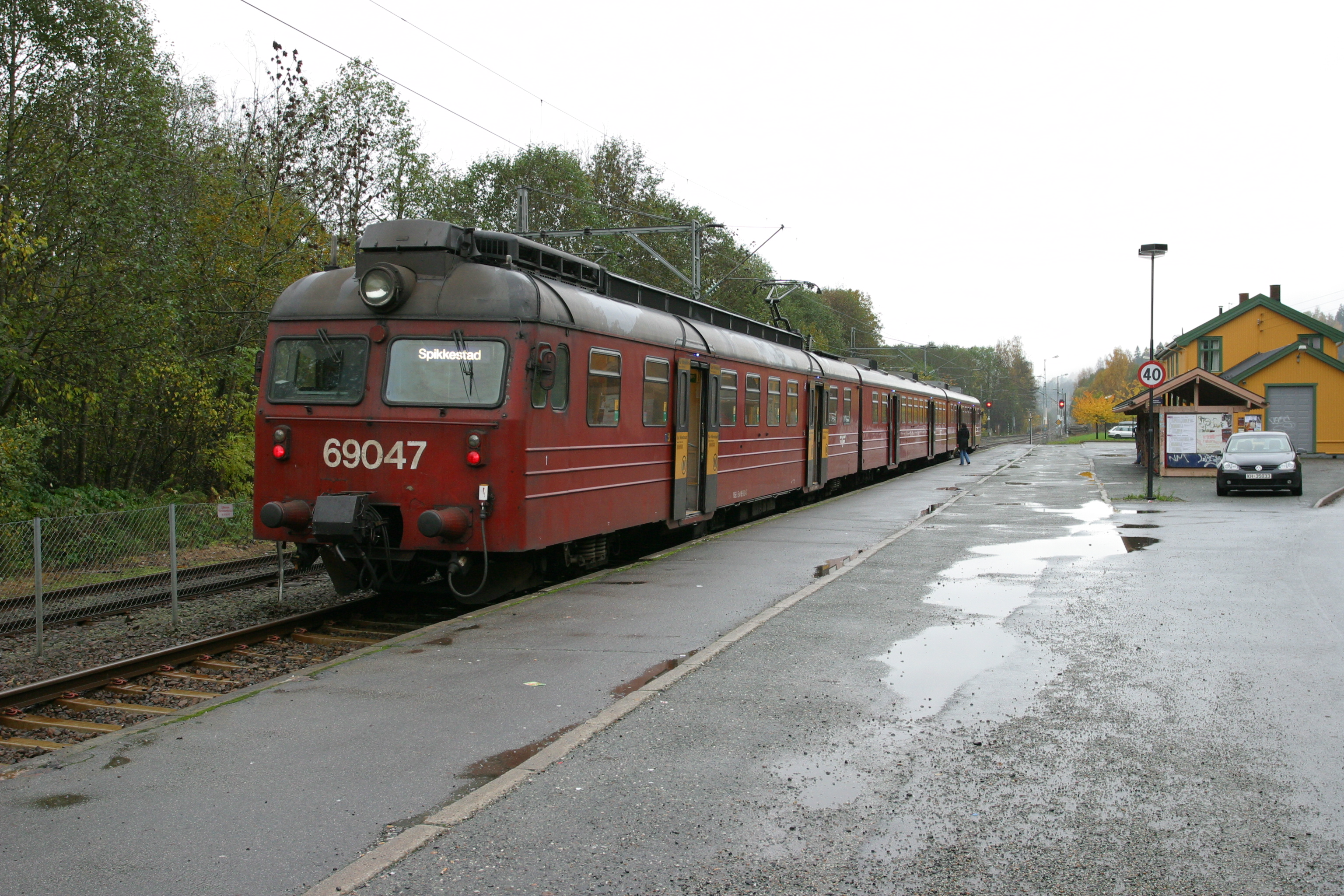
Ett tåg på väg mot Oslo

Heggedal Station är en järnvägsstation i Heggedal, Asker, Norge. Stationen öppnades den 1 maj 1874 och var då en del av Drammenbanen. Sedan Lieråsentunneln öppnades och Drammenbanen drogs om 1973 har Heggedal tillhört Spikkestadbanen.